# National Football League 2015
Sezóna National Football League 2015 byla 96. ročníkem základní části Národní Fotbalové Ligy (NFL) a rovněž jubilejní padesátou v éře Super Bowlů. Začala 10. září 2015 utkáním obhájců titulu New England Patriots a Pittsburgh Steelers, domácí zvítězili v poměru 28:21. Sezóna skončila 7. února 2016 Super Bowlem 50, který se odehrál na Levi's Stadium v kalifornské Santa Claře a Denver Broncos v něm zdolali Carolinu Panthers 24:10.
Během základní části Oakland Raiders, St. Louis Rams a San Diego Chargers oznámili úmysl přesunout svůj tým do Los Angeles před startem následující sezóny (všechny tři týmy v minulosti již v Los Angeles působili). Majitelé klubů na své schůzi 12. ledna 2016 nakonec schválili pouze přesun Rams poměrem hlasů 30:2, tudíž sezóna 2015 byla poslední, kterou Rams v St. Louis odehráli.

## Přestupy hráčů
Ročník NFL 2015 začal oficiálně 10. března 2015 ve 4:00 východního amerického času. Od soboty 7. března mohly všechny týmy začít kontaktovat a vyjednávat s agenty hráčů, kteří se stali volnými, pokud jejich kontrakt vypršel po 10. březnu 2014. Od 10. března 2015 mohly kluby rovněž začít podávat návrhy hráčům, jejich kontrakt ze sezóny 2014 toto jednání umožňoval a jenž by po sezóně 2015 vypršel.

### Volní hráči
K dispozici bylo celkem 453 volných hráčů. a mnoho z nich opravdu změnilo působiště. Mezi nejznámější patřili cornerbaci Darrelle Revis (od Patriots k Jets), Antonio Cromartie (od Cardinals k Jets), Tramon Williams (od Packers k Browns) a Byron Maxwell (od Seahawks k Eagles); Defensive end Greg Hardy (od Panthers ke Cowboys); Defensive tacklové Ndamukong Suh (od Lions k Dolphins), Terrance Knighton (od Broncos k Redskins), Nick Fairley (od Lions k Rams), Dan Williams (od Cardinals k Raiders) a Vince Wilfork (od Patriots k Texans); Guardi Mike Iupati (od 49ers ke Cardinals), James Carpenter (od Seahawks k Jets) a Orlando Franklin (od Broncos to Chargers); Center Rodney Hudson (od Chiefs k Raiders); Wide receiveři Jeremy Maclin (od Eagles k Chiefs), Eddie Royal (od Chargers k Bears), Torrey Smith (od Ravens k 49ers) a Andre Johnson (od Texans ke Colts); Running baci DeMarco Murray (od Cowboys k Eagles), Frank Gore (od 49ers ke Colts) a Ryan Mathews (od Chargers k Eagles); a Linebackeři Brian Orakpo (od Redskins k Titans) a Nate Irving (od Broncos ke Colts).
Na čtyři hráče byl svými týmy uplatněn "franchise tag", čímž si zajistily, že v případě přestupu do jiného týmu obdrží patřičné odškodné. Těmito hráči byli Wide receiveři Dez Bryant (Cowboys) a Demaryius Thomas (Broncos), Linebacker Justin Houston (Chiefs) a Defensive end Jason Pierre-Paul (Giants). Jeden tým uplatnil "transition tag", který umožňuje vybranému hráči přijímat nabídky od ostatních týmů a rovněž garantuje původnímu týmu práva na volby v Draftu NFL jako kompenzaci, pokud hráč podepíše smlouvu jinde. Oním hráčem byl Charles Clay (Dolphins), který 19. března 2015 podepsal pětiletou smlouvu za 38 milionů dolarů s Buffalo Bills poté, co se Dolphins rozhodli tuto nabídku nepřeplatit 

### Přestupy
Před startem sezóny 2015 změnilo působiště nezvykle velký počet známých hráčů. Hlavní trenér Eagles Chip Kelly použil nově nabyté pravomoci generálního manažera a provedl několik velký výměn: vyměnil dvojnásobného Pro-bowlera Running backa LeSeana McCoye do Buffala Bills za Inside linebackera Kika Alonsa. Eagles rovněž poslali Quarterbacka Nicka Folese a právo ve druhém kole Draftu NFL 2016 do St. Louis Rams výměnou za Quarterbacka Sama Bradforda; obchod rovněž zahrnoval výměnu pozic při Draftu NFL 2015 a dodatečnou volbu během Draftu NFL 2016 podle toho, jak se Bradfordovi bude v Eagles dařit. New Orleans Saints vyměnili elitního Tight enda Jimmyho Grahama spolu s právem volby ve čtvrtém kole Draftu NFL 2015 do Seattle Seahawks za Centera Maxe Ungera a právo volby v prvním kole Draftu NFL 2015  Saints se rovněž zbavili Guarda Bena Grubbse (Chiefs výměnou za právo volby v pátém kole Draftu NFL 2015) a Wide receivera Kennyho Stillse (Dolphins výměnou Linebackera Dannella Ellerbeho a právo volby ve třetím kole Draftu NFL 2015). Detroit Lions získali Defensive tackla Halotiho Ngatu z Ravens výměnou za několik voleb v Draftu NFL 2015, aby tak zacelili ztrátu vzniklou odchodem Ndamukonga Suha.

### Draft
Draft NFL 2015 byl pořádán ve dnech 30. dubna až 2. května 2015 v Chicagu, předchozích padesát draftů (od roku 1965) se konalo vždy v New Yorku. NFL Scouting Combine, které samotnému Draftu přechází, se konalo v Indianapolisu ve dnech 17. až 23. února. Jedničkou Draftu vybrala Tampa Bay Buccaneers Quarterbacka Jameise Winstona z Florida State University.

## Základní část
V sezóně 2015 bylo v základní části sehráno 256 utkání během sedmnácti týdnů, počínaje čtvrteční předehrávkou 7. září. Každý z 32 týmů odehrál šestnáct zápasů a jeden týden měl volný mezi týdny čtyři až jedenáct. Rozpis zahrnoval sedmnáct předehrávek "Monday Night Football", včetně dvojzápasu v prvním týdnu sezóny, a rovněž sedmnáct předehrávaných utkání ve čtvrtek, včetně tří zápasů na Den díkůvzdání. Základní část skončila 3. ledna 2016.
Formát rozpisu zápasů
NFL používá pevně daný formát, kdo a kde se s kým v každé sezóně utká. Každý tým sehraje se svými třemi divizními soupeři dvě utkání, jedno doma a jedno venku (celkem 6 zápasů). Každý tým sehraje čtyři zápasy proti týmům z jedné divize jejich konference, dva doma a dva venku (celkem 4 zápasy). O tom, která divize to bude, rozhoduje tříletý, pevně daný cyklus rotace. Každý tým sehraje čtyři zápasy proti týmům z jedné divize z druhé konference, dva doma a dva venku (celkem 4 zápasy). O tom, která divize to bude, rozhoduje čtyřletý, pevně daný cyklus rotace. Každý tým sehraje dva zápasy proti týmům z různých divizí jejich konference, které se umístili v předchozí sezóně na stejném místě v rámci své divize. Jedno utkání doma, druhé venku (celkem 2 zápasy). Takto byly rozpárovány jednotlivé divize pro sezónu 2015:
| V konferenci AFC East vs. AFC South AFC North vs. AFC West NFC East vs. NFC South NFC North vs. NFC West | Mezi konferencemi AFC East vs. NFC East AFC West vs. NFC North AFC North vs. NFC West AFC South vs. NFC South |

Zajímavosti v rozpisech zápasů
- NFL Kickoff Game: Sezóna 2015 začala ve čtvrtek 10. září 2015, když obhájci Super Bowlu XLIX New England Patriots přivítali Pittsburgh Steelers. Patriots zvítězili 28:21.

- International Series: V sezóně 2015 se na stadionu ve Wembley v Londýně odehrála tři utkání: Miami Dolphins se 4. října střetli s New York Jets, Jacksonville Jaguars přivítali 25. října Buffalo Bills a nakonec se 1. listopadu střetli Kansas City Chiefs s Detroit Lions.[14]

- Zápasy na Den díkůvzdání: Tato utkání se odehrála 26. listopadu 2015 a všech šest týmů bylo, druhý rok po sobě, z Konference NFC. Jako obvykle Detroit Lions hostili Philadelphii Eagles, Cowboys přivítali na svém hřišti Panthers a nakonec Packers změřili síly s Bears. Během posledního jmenovaného utkání Packers slavnostně vyřadili dres s číslem 4, který dlouhá léta nosil jejich Quarterback Brett Favre.

- Vánoce: Oakland Raiders sehráli utkání se San Diegem Chargers večer 24. prosince 2015, což se stalo teprve podruhé v historii NFL (poprvé v roce 2007). Vedení ligy se tradičně vyhýbá štědrovečerním nočním utkáním a v předchozích letech raději přesunulo konání zápasů na jiný termín.

### Celkové pořadí základní části

#### Divize
| AFC East             |    |    |   |      |     |     |        |    |        |            |       |
| Tým                  | V  | P  | R | PCT  | BZ  | BO  | ROZDÍL | TD | DIVIZE | KONFERENCE | Série |
| New England Patriots | 12 | 4  | 0 | .750 | 465 | 315 | +150   | 51 | 4-2    | 9-3        | 2P    |
| New York Jets        | 10 | 6  | 0 | .625 | 387 | 314 | +73    | 42 | 3-3    | 7-5        | 1P    |
| Buffalo Bills        | 8  | 8  | 0 | .500 | 379 | 359 | +20    | 43 | 4-2    | 7-5        | 2V    |
| Miami Dolphins       | 6  | 10 | 0 | .375 | 310 | 389 | −79    | 37 | 1-5    | 4-8        | 1V    |
| AFC North            |    |    |   |      |     |     |        |    |        |            |       |
| Tým                  | V  | P  | R | PCT  | BZ  | BO  | ROZDÍL | TD | DIVIZE | KONFERENCE | Série |
| Cincinnati Bengals   | 12 | 4  | 0 | .750 | 419 | 279 | +140   | 47 | 5-1    | 9-3        | 1V    |
| Pittsburgh Steelers  | 10 | 6  | 0 | .625 | 423 | 319 | +104   | 42 | 3-3    | 7-5        | 1V    |
| Baltimore Ravens     | 5  | 11 | 0 | .313 | 328 | 401 | −73    | 32 | 3-3    | 4-8        | 1P    |
| Cleveland Browns     | 3  | 13 | 0 | .188 | 278 | 432 | −154   | 28 | 1-5    | 2-10       | 3P    |
| AFC South            |    |    |   |      |     |     |        |    |        |            |       |
| Tým                  | V  | P  | R | PCT  | BZ  | BO  | ROZDÍL | TD | DIVIZE | KONFERENCE | Série |
| Houston Texans       | 9  | 7  | 0 | .533 | 339 | 313 | +26    | 36 | 5-1    | 7-5        | 3V    |
| Indianapolis Colts   | 8  | 8  | 0 | .500 | 333 | 408 | −75    | 34 | 4-2    | 6-6        | 2V    |
| Jacksonville Jaguars | 5  | 11 | 0 | .313 | 376 | 448 | −72    | 44 | 2-4    | 5-7        | 3P    |
| Tennessee Titans     | 3  | 13 | 0 | .188 | 299 | 423 | −124   | 34 | 1-5    | 1-11       | 4P    |
| AFC West             |    |    |   |      |     |     |        |    |        |            |       |
| Tým                  | V  | P  | R | PCT  | BZ  | BO  | ROZDÍL | TD | DIVIZE | KONFERENCE | Série |
| Denver Broncos       | 12 | 4  | 0 | .750 | 355 | 296 | +59    | 38 | 4-2    | 8-4        | 2V    |
| Kansas City Chiefs   | 11 | 5  | 0 | .688 | 405 | 287 | +118   | 45 | 5-1    | 10-2       | 10V   |
| Oakland Raiders      | 7  | 9  | 0 | .438 | 359 | 399 | −40    | 42 | 3-3    | 7-5        | 1P    |
| San Diego Chargers   | 4  | 12 | 0 | .250 | 320 | 398 | −78    | 35 | 0-6    | 3-9        | 2P    |

| NFC East             |    |    |   |      |     |     |        |    |        |            |       |
| Tým                  | V  | P  | R | PCT  | BZ  | BO  | ROZDÍL | TD | DIVIZE | KONFERENCE | Série |
| Washington Redskins  | 9  | 7  | 0 | .563 | 388 | 379 | +9     | 40 | 4-2    | 8-4        | 4V    |
| Philadelphia Eagles  | 7  | 9  | 0 | .438 | 377 | 430 | −53    | 40 | 3-3    | 4-8        | 1V    |
| New York Giants      | 6  | 10 | 0 | .375 | 420 | 442 | −22    | 44 | 2-4    | 4-8        | 3P    |
| Dallas Cowboys       | 4  | 12 | 0 | .250 | 275 | 374 | −99    | 23 | 3-3    | 3-9        | 4P    |
| NFC North            |    |    |   |      |     |     |        |    |        |            |       |
| Tým                  | V  | P  | R | PCT  | BZ  | BO  | ROZDÍL | TD | DIVIZE | KONFERENCE | Série |
| Minnesota Vikings    | 11 | 5  | 0 | .688 | 365 | 302 | +63    | 38 | 5-1    | 8-4        | 3V    |
| Green Bay Packers    | 10 | 6  | 0 | .625 | 368 | 323 | +45    | 42 | 3-3    | 7-5        | 2P    |
| Detroit Lions        | 7  | 9  | 0 | .438 | 358 | 400 | −42    | 39 | 3-3    | 6-6        | 3V    |
| Chicago Bears        | 6  | 10 | 0 | .375 | 335 | 397 | −62    | 32 | 1-5    | 3-9        | 1P    |
| NFC South            |    |    |   |      |     |     |        |    |        |            |       |
| Tým                  | V  | P  | R | PCT  | BZ  | BO  | ROZDÍL | TD | DIVIZE | KONFERENCE | Série |
| Carolina Panthers    | 15 | 1  | 0 | .938 | 500 | 308 | +192   | 59 | 5-1    | 11-1       | 1V    |
| Atlanta Falcons      | 8  | 8  | 0 | .500 | 339 | 345 | −6     | 36 | 1-5    | 5-7        | 1P    |
| New Orleans Saints   | 7  | 9  | 0 | .438 | 408 | 476 | −68    | 49 | 3-3    | 5-7        | 2V    |
| Tampa Bay Buccaneers | 6  | 10 | 0 | .375 | 342 | 417 | −75    | 37 | 3-3    | 5-7        | 4P    |
| NFC West             |    |    |   |      |     |     |        |    |        |            |       |
| Tým                  | V  | P  | R | PCT  | BZ  | BO  | ROZDÍL | TD | DIVIZE | KONFERENCE | Série |
| Arizona Cardinals    | 13 | 3  | 0 | .813 | 489 | 313 | +176   | 58 | 4-2    | 10-2       | 1P    |
| Seattle Seahawks     | 10 | 6  | 0 | .625 | 423 | 277 | +146   | 49 | 3-3    | 7-5        | 1V    |
| St. Louis Rams       | 7  | 9  | 0 | .438 | 280 | 330 | −50    | 31 | 4-2    | 6-6        | 1P    |
| San Francisco 49ers  | 5  | 11 | 0 | .313 | 238 | 387 | −149   | 24 | 1-5    | 4-8        | 1V    |

#### Konference
| Tabulka Konference AFC v sezóně 2015 | Tabulka Konference AFC v sezóně 2015 | Tabulka Konference AFC v sezóně 2015 | Tabulka Konference AFC v sezóně 2015 | Tabulka Konference AFC v sezóně 2015 | Tabulka Konference AFC v sezóně 2015 | Tabulka Konference AFC v sezóně 2015 | Tabulka Konference AFC v sezóně 2015 | Tabulka Konference AFC v sezóně 2015 | Tabulka Konference AFC v sezóně 2015 | Tabulka Konference AFC v sezóně 2015 | Tabulka Konference AFC v sezóně 2015 |
| Pořadí                               | Tým                                  | Divize                               | Vítězství                            | Porážky                              | Remízy                               | Procentuální úspěšnost               | Divizní bilance                      | Konferenční bilance                  | Síla protivníků                      | Kvalita vítězství                    | Série                                |
| ------------------------------------ | ------------------------------------ | ------------------------------------ | ------------------------------------ | ------------------------------------ | ------------------------------------ | ------------------------------------ | ------------------------------------ | ------------------------------------ | ------------------------------------ | ------------------------------------ | ------------------------------------ |
| Vítězové divizí                      |                                      |                                      |                                      |                                      |                                      |                                      |                                      |                                      |                                      |                                      |                                      |
| 1                                    | Denver Broncos                       | West                                 | 12                                   | 4                                    | 0                                    | .750                                 | 4:2                                  | 8:4                                  | .500                                 | .479                                 | 2V                                   |
| 2                                    | New England Patriots                 | East                                 | 12                                   | 4                                    | 0                                    | .750                                 | 4:2                                  | 9:3                                  | .473                                 | .448                                 | 2P                                   |
| 2                                    | Cincinnati Bengals                   | North                                | 12                                   | 4                                    | 0                                    | .750                                 | 5:1                                  | 9:3                                  | .477                                 | .406                                 | 1V                                   |
| 4                                    | Houston Texans                       | South                                | 9                                    | 7                                    | 0                                    | .563                                 | 5:1                                  | 7:5                                  | .496                                 | .410                                 | 3V                                   |
| Divoké karty                         |                                      |                                      |                                      |                                      |                                      |                                      |                                      |                                      |                                      |                                      |                                      |
| 5                                    | Kansas City Chiefs                   | West                                 | 11                                   | 5                                    | 0                                    | .688                                 | 5:1                                  | 10:2                                 | .496                                 | .432                                 | 10V                                  |
| 2                                    | Pittsburgh Steelers                  | North                                | 10                                   | 6                                    | 0                                    | .625                                 | 3:3                                  | 7:5                                  | .504                                 | .463                                 | 1V                                   |
| Nekvalifikovali se do play-off       |                                      |                                      |                                      |                                      |                                      |                                      |                                      |                                      |                                      |                                      |                                      |
| 7                                    | New York Jets                        | East                                 | 10                                   | 6                                    | 0                                    | .625                                 | 3:3                                  | 7:5                                  | .441                                 | .388                                 | 1P                                   |
| 8                                    | Buffalo Bills                        | East                                 | 8                                    | 8                                    | 0                                    | .500                                 | 4:2                                  | 7:5                                  | .508                                 | .438                                 | 2V                                   |
| 9                                    | Indianapolis Colts                   | South                                | 8                                    | 8                                    | 0                                    | .500                                 | 4:2                                  | 6:6                                  | .500                                 | .406                                 | 2V                                   |
| 10                                   | Oakland Raiders                      | West                                 | 7                                    | 9                                    | 0                                    | .438                                 | 3:3                                  | 7:5                                  | .512                                 | .366                                 | 1P                                   |
| 11                                   | Miami Dolphins                       | East                                 | 6                                    | 10                                   | 0                                    | .375                                 | 1:5                                  | 4:8                                  | .469                                 | .469                                 | 2V                                   |
| 12                                   | Jacksonville Jaguars                 | South                                | 5                                    | 11                                   | 0                                    | .313                                 | 2:4                                  | 5:7                                  | .473                                 | .375                                 | 3P                                   |
| 13                                   | Baltimore Ravens                     | North                                | 5                                    | 11                                   | 0                                    | .313                                 | 3:3                                  | 4:8                                  | .508                                 | .425                                 | 1P                                   |
| 14                                   | San Diego Chargers                   | West                                 | 4                                    | 12                                   | 0                                    | .250                                 | 0:6                                  | 3:9                                  | .527                                 | .328                                 | 2P                                   |
| 15                                   | Cleveland Browns                     | North                                | 3                                    | 13                                   | 0                                    | .188                                 | 1:5                                  | 2:10                                 | .531                                 | .271                                 | 3P                                   |
| 16                                   | Tennessee Titans                     | South                                | 3                                    | 13                                   | 0                                    | .188                                 | 1:5                                  | 1:11                                 | .492                                 | .375                                 | 4P                                   |
| Stejná bilance                       |                                      |                                      |                                      |                                      |                                      |                                      |                                      |                                      |                                      |                                      |                                      |
| 1.                                   |                                      |                                      |                                      |                                      |                                      |                                      |                                      |                                      |                                      |                                      |                                      |

| Tabulka Konference NFC v sezóně 2015 | Tabulka Konference NFC v sezóně 2015 | Tabulka Konference NFC v sezóně 2015 | Tabulka Konference NFC v sezóně 2015 | Tabulka Konference NFC v sezóně 2015 | Tabulka Konference NFC v sezóně 2015 | Tabulka Konference NFC v sezóně 2015 | Tabulka Konference NFC v sezóně 2015 | Tabulka Konference NFC v sezóně 2015 | Tabulka Konference NFC v sezóně 2015 | Tabulka Konference NFC v sezóně 2015 | Tabulka Konference NFC v sezóně 2015 |
| Pořadí                               | Tým                                  | Divize                               | Vítězství                            | Porážky                              | Remízy                               | Procentuální úspěšnost               | Divizní bilance                      | Konferenční bilance                  | Síla protivníků                      | Kvalita vítězství                    | Série                                |
| ------------------------------------ | ------------------------------------ | ------------------------------------ | ------------------------------------ | ------------------------------------ | ------------------------------------ | ------------------------------------ | ------------------------------------ | ------------------------------------ | ------------------------------------ | ------------------------------------ | ------------------------------------ |
| Vítězové divizí                      |                                      |                                      |                                      |                                      |                                      |                                      |                                      |                                      |                                      |                                      |                                      |
| 1                                    | Carolina Panthers                    | South                                | 15                                   | 1                                    | 0                                    | .938                                 | 5:1                                  | 11:1                                 | .441                                 | .438                                 | 1V                                   |
| 2                                    | Arizona Cardinals                    | West                                 | 13                                   | 3                                    | 0                                    | .813                                 | 4:2                                  | 10:2                                 | .477                                 | .457                                 | 1P                                   |
| 3                                    | Minnesota Vikings                    | North                                | 11                                   | 5                                    | 0                                    | .688                                 | 5:1                                  | 8:4                                  | .504                                 | .449                                 | 3V                                   |
| 4                                    | Washington Redskins                  | East                                 | 9                                    | 7                                    | 0                                    | .563                                 | 4:2                                  | 8:4                                  | .465                                 | .403                                 | 4V                                   |
| Divoké karty                         |                                      |                                      |                                      |                                      |                                      |                                      |                                      |                                      |                                      |                                      |                                      |
| 5                                    | Green Bay Packers                    | North                                | 10                                   | 6                                    | 0                                    | .625                                 | 3:3                                  | 7:5                                  | .531                                 | .450                                 | 2P                                   |
| 6                                    | Seattle Seahawks                     | West                                 | 10                                   | 6                                    | 0                                    | .625                                 | 3:3                                  | 7:5                                  | .520                                 | .431                                 | 1V                                   |
| Nekvalifikovali se do play-off       |                                      |                                      |                                      |                                      |                                      |                                      |                                      |                                      |                                      |                                      |                                      |
| 7                                    | Atlanta Falcons                      | South                                | 8                                    | 8                                    | 0                                    | .500                                 | 1:5                                  | 5:7                                  | .480                                 | .453                                 | 1P                                   |
| 8                                    | St. Louis Rams                       | West                                 | 7                                    | 9                                    | 0                                    | .438                                 | 4:2                                  | 6:6                                  | .527                                 | .482                                 | 1P                                   |
| 9                                    | Detroit Lions                        | North                                | 7                                    | 9                                    | 0                                    | .438                                 | 3:3                                  | 6:6                                  | .535                                 | .429                                 | 3V                                   |
| 10                                   | Philadelphia Eagles                  | East                                 | 7                                    | 9                                    | 0                                    | .438                                 | 3:3                                  | 4:8                                  | .508                                 | .473                                 | 1V                                   |
| 11                                   | New Orleans Saints                   | South                                | 7                                    | 9                                    | 0                                    | .438                                 | 3:3                                  | 5:7                                  | .504                                 | .402                                 | 2V                                   |
| 12                                   | New York Giants                      | East                                 | 6                                    | 10                                   | 0                                    | .375                                 | 2:4                                  | 4:8                                  | .500                                 | .396                                 | 3P                                   |
| 13                                   | Chicago Bears                        | North                                | 6                                    | 10                                   | 0                                    | .375                                 | 1:5                                  | 3:9                                  | .547                                 | .469                                 | 1P                                   |
| 14                                   | Tampa Bay Buccaneers                 | South                                | 6                                    | 10                                   | 0                                    | .375                                 | 3:3                                  | 5:7                                  | .484                                 | .406                                 | 4P                                   |
| 15                                   | San Francisco 49ers                  | West                                 | 5                                    | 11                                   | 0                                    | .313                                 | 1:5                                  | 4:8                                  | .539                                 | .463                                 | 1V                                   |
| 16                                   | Dallas Cowboys                       | East                                 | 4                                    | 12                                   | 0                                    | .250                                 | 3:3                                  | 3:9                                  | .531                                 | .438                                 | 4P                                   |
| Stejná bilance                       |                                      |                                      |                                      |                                      |                                      |                                      |                                      |                                      |                                      |                                      |                                      |
| 1.                                   |                                      |                                      |                                      |                                      |                                      |                                      |                                      |                                      |                                      |                                      |                                      |

## Play-off
Play-off ročníku 2015 začalo 9. ledna 2016 dvěma zápasy Wild Card Round, další dvě utkání se odehrála o den později. Divisonal Round bylo na pořadu 16. a 17. ledna, finále konferencí pak 24. ledna. Sezóna skončila 7. února 2016 Super Bowlem 50, který se odehrál na Levi's Stadium v kalifornské Santa Claře. Na rozdíl od obvyklého značení římskými číslicemi byl tento jubilejní ročník označen arabskou číslicí „50“. Podle Jaimeho Westona, viceprezidenta ligy, bylo hlavním důvodem graficky a esteticky jednodušší logo s číslem, než písmenem L.
Pro Bowl 2016 byl sehrán 31. ledna, opět na Aloha Stadium na Havaji. V tomto utkání pokračoval trend z předchozího roku, kdy si dva bývalí slavní hráči jako kapitáni týmů vybírali jednotlivé hráče bez rozdílů k příslušnosti ke konferencím. Tentokrát to byli Jerry Rice a Michael Irvin, a tým druhého jmenovaného zvítězil 49:27.
|  |                               |                               |                               |                       |                       |                                           |                                           |                                           |                                     |                                     |                                     |                                    |                                    |                                    |  |  |  |  |
|  | 10. ledna - FedEx Field       | 10. ledna - FedEx Field       | 10. ledna - FedEx Field       |                       |                       | 16. ledna - University of Phoenix Stadium | 16. ledna - University of Phoenix Stadium | 16. ledna - University of Phoenix Stadium |                                     |                                     |                                     |                                    |                                    |                                    |  |  |  |  |
|  | 10. ledna - FedEx Field       | 10. ledna - FedEx Field       | 10. ledna - FedEx Field       |                       |                       | 16. ledna - University of Phoenix Stadium | 16. ledna - University of Phoenix Stadium | 16. ledna - University of Phoenix Stadium |                                     |                                     |                                     |                                    |                                    |                                    |  |  |  |  |
|  | 10. ledna - FedEx Field       | 10. ledna - FedEx Field       | 10. ledna - FedEx Field       |                       |                       | 16. ledna - University of Phoenix Stadium | 16. ledna - University of Phoenix Stadium | 16. ledna - University of Phoenix Stadium |                                     |                                     |                                     |                                    |                                    |                                    |  |  |  |  |
|  | 10. ledna - FedEx Field       | 10. ledna - FedEx Field       | 10. ledna - FedEx Field       |                       |                       | 16. ledna - University of Phoenix Stadium | 16. ledna - University of Phoenix Stadium | 16. ledna - University of Phoenix Stadium |                                     |                                     |                                     |                                    |                                    |                                    |  |  |  |  |
|  | 5                             | Green Bay Packers             | 35                            |                       |                       | 16. ledna - University of Phoenix Stadium | 16. ledna - University of Phoenix Stadium | 16. ledna - University of Phoenix Stadium |                                     |                                     |                                     |                                    |                                    |                                    |  |  |  |  |
|  | 5                             | Green Bay Packers             | 35                            | 5                     | Green Bay Packers     | 20                                        |                                           |                                           |                                     |                                     |                                     |                                    |                                    |                                    |  |  |  |  |
|  | 4                             | Washington Redskins           | 18                            | 5                     | Green Bay Packers     | 20                                        |                                           |                                           | 24. ledna - Bank of America Stadium | 24. ledna - Bank of America Stadium | 24. ledna - Bank of America Stadium |                                    |                                    |                                    |  |  |  |  |
|  | 4                             | Washington Redskins           | 18                            | 2                     | Arizona Cardinals     | 26                                        |                                           |                                           | 24. ledna - Bank of America Stadium | 24. ledna - Bank of America Stadium | 24. ledna - Bank of America Stadium |                                    |                                    |                                    |  |  |  |  |
|  |                               |                               |                               | 2                     | Arizona Cardinals     | 26                                        |                                           |                                           | 24. ledna - Bank of America Stadium | 24. ledna - Bank of America Stadium | 24. ledna - Bank of America Stadium |                                    |                                    |                                    |  |  |  |  |
|  | Konference AFC                |                               |                               |                       |                       |                                           |                                           |                                           | 24. ledna - Bank of America Stadium | 24. ledna - Bank of America Stadium | 24. ledna - Bank of America Stadium |                                    |                                    |                                    |  |  |  |  |
|  | 10. ledna - TCF Bank Stadium  | 10. ledna - TCF Bank Stadium  | 10. ledna - TCF Bank Stadium  | 2                     | Arizona Cardinals     | 15                                        |                                           |                                           |                                     |                                     |                                     |                                    |                                    |                                    |  |  |  |  |
|  | 10. ledna - TCF Bank Stadium  | 10. ledna - TCF Bank Stadium  | 10. ledna - TCF Bank Stadium  | 2                     | Arizona Cardinals     | 15                                        | 17. ledna - Bank of America Stadium       |                                           |                                     |                                     |                                     |                                    |                                    |                                    |  |  |  |  |
|  | 10. ledna - TCF Bank Stadium  | 10. ledna - TCF Bank Stadium  | 10. ledna - TCF Bank Stadium  |                       | 1                     | Carolina Panthers                         | 49                                        |                                           |                                     |                                     |                                     |                                    |                                    |                                    |  |  |  |  |
|  | 10. ledna - TCF Bank Stadium  | 10. ledna - TCF Bank Stadium  | 10. ledna - TCF Bank Stadium  |                       | 1                     | Carolina Panthers                         | 49                                        |                                           |                                     |                                     |                                     |                                    |                                    |                                    |  |  |  |  |
|  | 6                             | Seattle Seahawks              | 10                            | Finále konference AFC | Finále konference AFC | Finále konference AFC                     |                                           |                                           |                                     |                                     |                                     |                                    |                                    |                                    |  |  |  |  |
|  | 6                             | Seattle Seahawks              | 10                            | Finále konference AFC | Finále konference AFC | Finále konference AFC                     | 6                                         | Seattle Seahawks                          | 24                                  |                                     |                                     |                                    |                                    |                                    |  |  |  |  |
|  | 3                             | Minnesota Vikings             | 9                             | Finále konference AFC | Finále konference AFC | Finále konference AFC                     | 6                                         | Seattle Seahawks                          | 24                                  |                                     |                                     | 7. února - Levi's Stadium          | 7. února - Levi's Stadium          | 7. února - Levi's Stadium          |  |  |  |  |
|  | 3                             | Minnesota Vikings             | 9                             | Finále konference AFC | Finále konference AFC | Finále konference AFC                     | 1                                         | Carolina Panthers                         | 31                                  |                                     |                                     | 7. února - Levi's Stadium          | 7. února - Levi's Stadium          | 7. února - Levi's Stadium          |  |  |  |  |
|  | Wild Card Round               |                               |                               |                       |                       |                                           | 1                                         | Carolina Panthers                         | 31                                  |                                     |                                     | 7. února - Levi's Stadium          | 7. února - Levi's Stadium          | 7. února - Levi's Stadium          |  |  |  |  |
|  | Divisional Round              |                               |                               |                       |                       |                                           |                                           |                                           |                                     |                                     |                                     | 7. února - Levi's Stadium          | 7. února - Levi's Stadium          | 7. února - Levi's Stadium          |  |  |  |  |
|  | 9. ledna - NRG Stadium        | 9. ledna - NRG Stadium        | 9. ledna - NRG Stadium        | N1                    | Carolina Panthers     | 10                                        |                                           |                                           |                                     |                                     |                                     |                                    |                                    |                                    |  |  |  |  |
|  | 9. ledna - NRG Stadium        | 9. ledna - NRG Stadium        | 9. ledna - NRG Stadium        | N1                    | Carolina Panthers     | 10                                        | 16. ledna - Gillette Stadium              |                                           |                                     |                                     |                                     |                                    |                                    |                                    |  |  |  |  |
|  | 9. ledna - NRG Stadium        | 9. ledna - NRG Stadium        | 9. ledna - NRG Stadium        |                       | A1                    | Denver Broncos                            | 24                                        |                                           |                                     |                                     |                                     |                                    |                                    |                                    |  |  |  |  |
|  | 9. ledna - NRG Stadium        | 9. ledna - NRG Stadium        | 9. ledna - NRG Stadium        |                       | A1                    | Denver Broncos                            | 24                                        |                                           |                                     |                                     |                                     |                                    |                                    |                                    |  |  |  |  |
|  | 5                             | Kansas City Chiefs            | 30                            | Super Bowl 50         | Super Bowl 50         | Super Bowl 50                             |                                           |                                           |                                     |                                     |                                     |                                    |                                    |                                    |  |  |  |  |
|  | 5                             | Kansas City Chiefs            | 30                            | Super Bowl 50         | Super Bowl 50         | Super Bowl 50                             | 5                                         | Kansas City Chiefs                        | 20                                  |                                     |                                     |                                    |                                    |                                    |  |  |  |  |
|  | 4                             | Houston Texans                | 0                             | Super Bowl 50         | Super Bowl 50         | Super Bowl 50                             | 5                                         | Kansas City Chiefs                        | 20                                  |                                     |                                     | 24. ledna - Sports Authority Field | 24. ledna - Sports Authority Field | 24. ledna - Sports Authority Field |  |  |  |  |
|  | 4                             | Houston Texans                | 0                             | Super Bowl 50         | Super Bowl 50         | Super Bowl 50                             | 2                                         | New England Patriots                      | 27                                  |                                     |                                     | 24. ledna - Sports Authority Field | 24. ledna - Sports Authority Field | 24. ledna - Sports Authority Field |  |  |  |  |
|  |                               |                               |                               |                       |                       |                                           | 2                                         | New England Patriots                      | 27                                  |                                     |                                     | 24. ledna - Sports Authority Field | 24. ledna - Sports Authority Field | 24. ledna - Sports Authority Field |  |  |  |  |
|  | Konference NFC                |                               |                               |                       |                       |                                           |                                           |                                           |                                     |                                     |                                     | 24. ledna - Sports Authority Field | 24. ledna - Sports Authority Field | 24. ledna - Sports Authority Field |  |  |  |  |
|  | 9. ledna - Paul Brown Stadium | 9. ledna - Paul Brown Stadium | 9. ledna - Paul Brown Stadium | 2                     | New England Patriots  | 18                                        |                                           |                                           |                                     |                                     |                                     |                                    |                                    |                                    |  |  |  |  |
|  | 9. ledna - Paul Brown Stadium | 9. ledna - Paul Brown Stadium | 9. ledna - Paul Brown Stadium | 2                     | New England Patriots  | 18                                        | 17. ledna - Sports Authority Field        |                                           |                                     |                                     |                                     |                                    |                                    |                                    |  |  |  |  |
|  | 9. ledna - Paul Brown Stadium | 9. ledna - Paul Brown Stadium | 9. ledna - Paul Brown Stadium |                       | 1                     | Denver Broncos                            | 20                                        |                                           |                                     |                                     |                                     |                                    |                                    |                                    |  |  |  |  |
|  | 9. ledna - Paul Brown Stadium | 9. ledna - Paul Brown Stadium | 9. ledna - Paul Brown Stadium |                       | 1                     | Denver Broncos                            | 20                                        |                                           |                                     |                                     |                                     |                                    |                                    |                                    |  |  |  |  |
|  | 6                             | Pittsburgh Steelers           | 18                            | Finále konference NFC | Finále konference NFC | Finále konference NFC                     |                                           |                                           |                                     |                                     |                                     |                                    |                                    |                                    |  |  |  |  |
|  | 6                             | Pittsburgh Steelers           | 18                            | Finále konference NFC | Finále konference NFC | Finále konference NFC                     | 6                                         | Pittsburgh Steelers                       | 16                                  |                                     |                                     |                                    |                                    |                                    |  |  |  |  |
|  | 3                             | Cincinnati Bengals            | 16                            | Finále konference NFC | Finále konference NFC | Finále konference NFC                     | 6                                         | Pittsburgh Steelers                       | 16                                  |                                     |                                     |                                    |                                    |                                    |  |  |  |  |
|  | 3                             | Cincinnati Bengals            | 16                            | Finále konference NFC | Finále konference NFC | Finále konference NFC                     | 1                                         | Denver Broncos                            | 23                                  |                                     |                                     |                                    |                                    |                                    |  |  |  |  |

## Zajímavé události
Zde je výběr těch nejzajímavějších událostí, které se staly v roce 2015 a měly souvislost s NFL:
Dohra skandálu Deflagate
V květnu, po vleklém vyšetřování vedeném Tomem Wellsem, vedení NFL přehodnotilo tresty pro New England Patriots v tzv. skandálu „Deflagate“. Kauza se točila okolo zjištění, že několik míčů používaných Patriots ve finále Konference AFC 2014 proti Indianapolis Colts nebylo nahuštěno tak, jak ukládají pravidla ligy. Patriots dostali pokutu ve výši 1 milion dolarů, a bylo jim odebráno právo volby v prvním kole Draftu NFL 2016 a čtvrtém kole Draftu 2017. Quarterback Tom Brady, který byl podle vedení ligy za podhuštění míčů zodpovědný, byl navíc potrestán zákazem startů v prvních čtyřech zápasech ročníku 2016. Kromě toho Patriots postavili mimo službu na neurčito dva své zaměstnance zodpovědné za stav míčů.
Zatímco klub souhlasil s pokutou a odebráním voleb, Brady se proti suspendaci odvolal. Komisionář ligy Roger Goodell odvolání přijal a 28. července rozhodl, že trest nadále platí. Ihned po oznámení výsledku odvolání podala Asociace hráčů NFL (NFLPA) žalobu na vedení ligy ve snaze zvrátit trest pro Bradyho. Soudce Richard M. Berman tlačil obě strany ke vzájemné dohodě, ale protože k ní nedošlo, soudce Bradyho trest zrušil. Vedení NFL se poté snažilo rozhodnutí soudce zrušit, ale Bradymu nakonec bylo umožněno hrát od začátku sezóny.
Dva zaměstnanci Patriots, asistent přes vybavení John Jastremski a úřední obsluha šatny Jim McNally, kteří byli předtím suspendováni klubem, byli na své pozice v září opět dosazeni. Jako následek celé aféry pak bylo přijato pravidlo, že během nafukování míčů a manipulaci s nimi nesmí být přítomen žádný zaměstnanec žádného klubu.
Překvapivé ukončení kariér několika hráčů
Množství relativně mladých hráčů ukončilo kariéru ještě před startem sezóny. San Francisco 49ers ztratilo hned tři startující hráče, Linebackery Patricka Willise a Chrise Borlanda, a Offensive tackla Anthonyho Davise. Bývalý Linebacker Steelers Jason Worilds a Quarterback Titans Jake Locker rovněž skončili, přestože ani jeden z nich nepřesáhl třicet let věku.
Willis, který byl považován za jednoho z nejlepších Middle linebackerů ligy, odehrál v sezóně 2014 pouze šest utkání, než si prst na noze. V březnu ve věku třiceti let oznámil konec kariéry kvůli chronickým poraněním nohy, které utrpěl během osmileté kariéry.
Borland vedl statistiky 49ers v sezóně 2014 se 107 tackly, přestože jako nováček odehrál pouze osm zápasů. Borland se bál zejména dlouhodobých následků otřesu mozku a konec oznámil pouze pár dní po Willisovi.
Davis zmeškal čtyři zápasy sezóny 2014 poté, co poprvé v kariéře utrpěl otřes mozku. Jako důvod odchodu, který oznámil v červnu, uvedl, že si chce rok nebo i více odpočinout, aby se jeho mozek a tělo zotavili.
Worilds se stal volným hráčem poté, co pět předchozích let strávil u Steelers. Odmítl nabídku v řádech desítek milionů dolarů, aby mohl věnovat více času Svědkům Jehovovým.
Locke odehrál za Titans čtyři sezóny poté, co se stal osmičkou Draftu NFL 2011. Jako volný hráč oznámil konec kariéry, protože ztratil „nezbytnou touhu, která je hře potřeba“.
První ženská trenérka a rozhodčí
V sezóně 2015 NFL poprvé ve své historii najala ženskou rozhodčí a rovněž se mezi trenéry objevila první žena. Jen Welterovou najala Arizona Cardinals jako trenérku Inside linebackerů na období mimo sezónu a přípravy na sezónu. Tato smlouva vypršela 30. srpna 2015.
Sarah Thomasová se stala první rozhodčí na hřišti poté, co ji v dubnu najala NFL. Thomasová se předtím stala první ženou, která řídila univerzitní utkání jako hlavní rozhodčí, a jako první žena rovněž řídila některý z Bowlů.
Suspendace rozhodčího za nezkontrolování času
NFL suspendovala postranního rozhodčího Roba Vernatchiho pro týden 6 základní části kvůli přehmatu s časomírou o týden dříve. Během Monday Night Football v pátém týdnu hostující Chargers kopli field gól, čímž se v čase 2:56 před koncem utkání dostali do tříbodového vedení nad domácími Steelers. Následný výkop skončil touchbackem, přičemž čas vůbec neměl běžet, jenže Steelers se k další akci dostali až v čase 2:38. Právě Vernatchi byl zodpovědný za kontrolu času a nevšiml si 18sekundového rozdílu. Steelers nakonec skórovali vítězný touchdown zároveň s vypršením času.

### Disciplinární tresty za prohřešky mimo hřiště
Celkem 26 hráčů bylo potrestáno vedením ligy, většinou se to týkalo užití nedovolených prostředků ke zvýšení výkonu a problémů v osobním životě.
Generální manažer Browns potrestán za komunikaci
Generální manažer Cleveland Browns Ray Farmer byl suspendován vedením soutěže pro první čtyři utkání sezóny 2015 kvůli skandálu, který propukl již v roce 2014. Farmer při mnoha příležitostech používal mobilní telefon ke komunikaci se zaměstnanci Browns u postranní čáry během utkání, což vedení NFL zakazuje. Manažer byl navíc potrestán pokutou 250 tisíc dolarů.
Falcons potrestáni za umělé zvyšování hluku
Vedení ligy odebralo Atlantě Falcons právo volby v pátém kole Draftu NFL 2016 poté, co vyšetřování odhalilo, že klub v letech 2013 a 2014 uměle zvyšoval hluk při domácích zápasech. Kromě toho klub dostal pokutu 250 tisíc dolarů a prezident klubu, Rich McKay, byl na tři měsíce suspendován z funkce předsedy petičního výboru ligy. Falcons následně vyhodili ředitele marketingu Roddyho Whitea, který byl za provinění zodpovědný.
Trenér Bills potrestán za napadení
Trenér Offensive line Buffala Bills Aaron Kromer byl suspendován na prvních šest týdnů sezóny poté, co byl zadržen po hádce, ve které uhodil mladíka. Incident se odehrál poblíž Kromerova bydliště na Floridě, všechna obvinění z napadení byla nakonec stažena.
Asistent Browns suspendován za domácí napadení
Trenér Offensive line Cleveland Browns Andy Moeller byl suspendován klubem na neurčito. Policie byla v září přivolána do Moellerova domu, když si jedna z jeho návštěvnic stěžovala, že ji napadl. Prokurátor odmítl vznést k celé situace obvinění i přes závěr, že „je poměrně jasné, že došlo k napadení násilného charakteru“. 29. září 2015 se Browns s Moellerem definitivně rozešli.

## Změny v pravidlech
Následující změny pravidel byly schváleny na setkání majitelů klubů NFL 25. března 2015:
- Schválený lékař může požádat o zdravotnický time-out, pokud se hráč na hřišti cítí dezorientovaný a/nebo otřesený. Tento time-out nebude počítán týmu, jehož hráč se zranil, a to dokonce ani v poslední dvouminutovce každého poločasu. Jediné povolené střídání během této situace je pouze výměna zraněného hráče za jiného.
- Byla rozšířena omezení týkající se nízkého blokování na všechny Offensive linemany, což se předtím týkalo pouze hráčů uvnitř tackle boxu.
- Definice „bezbranného receivera“ byla rozšířena i na obránce během a po interceptionu.
- Offensive backové, kteří provedou nízký blok (pod úrovní pasu) budou potrestáni penalizací 15 yardů.
- Tlačení spoluhráče na scrimmage line během puntu/field gólu je zakázáno.
- Rozšíření možnosti zpětného záznamu na zkontrolování času na konci každé čtvrtiny.
- Linebackeři nyní mohou nosit čísla v rozsahu 40-49.

Následující změny pravidel týkající se extra bodů byla schválena na setkání majitelů klubů NFL 19. května 2015:
- Line of scrimmage pro zahrání extra bodu se posunuje z 2-yardové linie na 15 yardů. Konverze za dva body zůstává na dvou yardech.

- Obranám je umožněno vrátit turnover během konverze za dva body nebo při minutém field gólu do soupeřovy end zóny, což je ohodnoceno dvěma body, podobně jako v zápasech univerzitních týmů. Navíc se objevuje safety za jeden bod, kterého může být dosaženo tehdy, pokud se tým na míči dopustí fumblu ve své endzóně, nebo je tacklován předtím, než ji opustí.[29]

Následující změna schválena 27. července 2015:
- Bude zvýšen dohled, testování a ochrana míčů. V náhodných utkáních bude během poločasu změřen tlak ve všech 24 míčích která se pro utkání používají. Dva rozhodčí, namísto jednoho, teď budou provádět měření tlaku a zaznamenávat údaje. Tyto úpravy byly přijaty po tzv. „skandálu Deflagate“.

## Rekordy a milníky
- Marcus Mariota se stal prvním Quarterbackem v historii NFL, který při svém debutu zaznamenal perfektní passer rating (158,3).
- Denver Broncos stanovili třinácti za sebou jdoucími vítězstvími na hřištích soupeřů nový rekord NFL:
- Peyton Manning překonal rekord Bretta Favrea v počtu naházených yardů v základní části v kariéře. Na konci sezóny se tento počet zastavil na 71 940 yardech.
- Aaron Rodgers naházel v historii NFL nejrychleji 30 tisíc yardů, když k tomu potřeboval pouze 3 652 pokusů.
- Buffalo Bills se stali prvním týmem v historii NFL, který měl v jednom utkání dva Running backy s více než 100 naběhanými yardy (LeSean McCoy a Karlos Williams) a zároveň receivera s více než 150 zachycenými yardy (Sammy Watkins).
- Detroit Lions porazili Green Bay Packers na jejich hřišti poté, co předchozích 24 zápasů s tímto soupeřem na jeho hřišti prohráli. Byla to nejdelší série venkovních porážek od jednoho týmu z celé NFL.
- Larry Fitzgerald se stal nejmladším hráčem v historii NFL, který zachytil 1 000 přihrávek. Bylo mu 32 let a 97 dní.
- Trenér Broncos Gary Kubiak se prvním člověkem v historii NFL, který dokázal s jedním klubem získat Super Bowl jako hráč i trenér.

## Změny na pozici hlavního trenéra
Před startem sezóny
| Tým                 | Trenér v sezóně 2014 | Dočasný trenér v sezóně 2014 | Způsob odchodu | Nástupce pro sezónu 2015 | Důvody |
| ------------------- | -------------------- | ---------------------------- | -------------- | ------------------------ | --- |
| Atlanta Falcons     | Mike Smith           | Mike Smith                   | Propuštěn      | Dan Quinn                | Smith během sedmi sezón, včetně play-off, zaznamenal s Falcons bilanci 67 vítězství a 50 porážek. Je tak jediným trenérem, který klub dovedl k účasti v play-off ve více sezónách po sobě. Quinn před sezónu 2015 nezastával ani jednou v kariéře místo hlavního trenéra a působil u Seattle Seahawks jako Koordinátor defenzívy. Kvůli pravidlům NFL museli Falcons počkat na konec Seahawks v play-off, než mohli quinna oslovit. |
| Buffalo Bills       | Doug Marrone         | Doug Marrone                 | Rezignace      | Rex Ryan                 | Marrone během dvou sezón zaznamenal s Bills bilanci 15 vítězství a 17 porážek, a rezignoval 31. prosince 2014. Marrone přivedl Bills poprvé od roku 2004 ke kladné sezóně, nicméně také vzrostlo napětí mezi ním, generálním manažerem Dougem Whaleyem a hráči, zejména Mikem Williamsem, který v průběhu ročníku zažádal o výměnu do jiného klubu. Marrone měl ve smlouvě výstupní klauzuli, která mu do tří dnů po skončení sezóny umožňovala rezignovat a i nadále popírat plný plat, jestliže klub během jeho působení změní majitele. Což se stalo v září, kdy byli Bills prodáni Pegulově rodině. Marrone se následně stal trenérem Offesnive line Jacksonville Jaguars. 12. ledna 2015 Bills najali jako nového hlavního trenéra Rexe Ryana, který předchozích šest sezón působil jako hlavní trenér divizního rivala Bills, New York Jets. |
| Chicago Bears       | Marc Trestman        | Marc Trestman                | Propuštěn      | John Fox                 | Trestman byl spolu s generálním manažerem Philem Emerym propuštěn 29. prosince 2014, následně se stal Koordinátorem ofenzívy Baltimore Ravens. Fox, který byl najat 16. ledna 2015, předtím čtyři sezóny působil jako trenér Denver Broncos. |
| Denver Broncos      | John Fox             | John Fox                     | Dohodou        | Gary Kubiak              | Během čtyř sezón Fox zaznamenal s Broncos výbornou bilanci 49 vítězství, 22 porážek, a pokaždé se dostal do play-off, ale vytoužený zisk Super Bowlu nepřišel. Po vzájemné dohodě Fox ukončil své angažmá 12. ledna 2015 po porážce v Divisonal Round od Indianapolis Colts. Kubiak vedl mezi roky 2006 až 2013 Houston Texans a sezónu 2014 strávil jako Koordinátor ofenzívy Baltimore Ravens. |
| New York Jets       | Rex Ryan             | Rex Ryan                     | Propuštěn      | Todd Bowles              | Ryan dovedl Jets v prvních dvou sezónách pokaždé do AFC Championship Game, ale v dalších čtyřech ročnících do play-off ani jednou. On i generální manažer John Idzik Jr. byli propuštěni 29. prosince 2014. Bowles od sezóny 2013 působil jako Koordinátor defenzívy Arizony Cardinals, přičemž v průběhu ročníku 2011 se stal dočasným trenérem Miami Dolphins. |
| Oakland Raiders     | Dennis Allen         | Tony Sparano                 | Propuštěn      | Jack Del Rio             | Allen byl vyhozen 29. září 2014 poté, co jeho tým prohrál všechna čtyři úvodní utkání této sezóny. Sparano, bývalý kouč Miami Dolphins, dokončil ročník s bilancí 3:9 a následně se stal trenérem Tight endů San Francisca 49ers. Jack Del Rio v letech 2003 až 2011 působil jako hlavní trenér Jacksonville Jaguars a poté se stal Koordinátorem defenzívy Denver Broncos. |
| San Francisco 49ers | Jim Harbaugh         | Jim Harbaugh                 | Dohodou        | Jim Tomsula              | Harbaugh během čtyř sezón zaznamenal s 49ers výbornou bilanci 49 vítězství, 22 porážek, 1 remíza včetně play-off. Po účasti v Super Bowlu 2016 se ale výkonnost týmu začala snižovat a na veřejnost prosákly neshody mezi ním a managementem 49ers, a rovněž většinou hráčů. Harbaugh se tak vrátil na svou alma mater University of Michigan jako hlavní trenér. Jim Tomsula sloužil u 49ers jako trenér Defensive line od sezóny 2007 a hlavním trenérem se stal již podruhé, porvé pouze dočasně v sezóně 2010 jako náhrada za Mikea Singletaryho. |

V sezóně
| Tým                 | Trenér v sezóně 2015 | Důvod odchodu | Dočasný hlavní trenér | Důvod |
| ------------------- | -------------------- | ------------- | --------------------- | --- |
| Miami Dolphins      | Joe Philbin          | Propuštěn     | Dan Campbell          | Philbin se během tří sezón nedokázal s Dolphins dostat do play-off a po start 1:3 do sezóny 2015 byl propuštěn. Campbell, trenér Tight endů Dolphins, se stal hlavním trenérem do konce sezóny. |
| Tennessee Titans    | Ken Whisenhunt       | Propuštěn     | Mike Mularkey         | Whisenhunt zvítězil pouze ve třech utkáních z 23 během sezóny a půl. Po působivém vítězství v prvním utkání sezóny 2015 následovalo šest porážek a propuštění. Mularkey, trenér Tight endů Titans, se stal hlavním trenérem do konce sezóny, protože už měl zkušenosti z Bills (2 roky) a Jaguars (1 rok). |
| Philadelphia Eagles | Chip Kelly           | Propuštěn     | Pat Shurmur           | Kelly dostal pravomoce generálního manažera a s Eagles se probojoval do play-off v roce 2013, jenže po devíti porážkách v řadě v sezóně 2015 byl kolo před koncem základní části vyhozen. Shurmur, Koordinátor ofenzívy Eagles, se stal pro toto utkání dočasným trenérem.                                 |

## Ocenění a statistiky

### Individuální ocenění
| Cena                            | Vítěz          | Pozice             | Tým                  |
| ------------------------------- | -------------- | ------------------ | -------------------- |
| Nejužitečnější hráč NFL         | Cam Newton     | Quarterback        | Carolina Panthers    |
| Ofenzivní hráč roku             | Cam Newton     | Quarterback        | Carolina Panthers    |
| Defenzivní hráč roku            | J. J. Watt     | Defensive end      | Houston Texans       |
| Trenér roku                     | Ron Rivera     | Hlavní trenér      | Carolina Panthers    |
| Ofenzivní nováček sezóny        | Todd Gurley    | Running back       | St. Louis Rams       |
| Defenzivní nováček sezóny       | Marcus Peters  | Cornerback         | Kansas City Chiefs   |
| Návrat roku                     | Eric Berry     | Safety             | Kansas City Chiefs   |
| Pepsi nováček sezóny            | Jameis Winston | Quarterback        | Tampa Bay Buccaneers |
| Walter Payton Muž roku NFL      | Anquan Boldin  | Wide receiver      | San Francisco 49ers  |
| PFWA NFL Manažer roku           | Mike Maccagnan | Generální manažer  | New York Jets        |
| Nejužitečnější hráč Super Bowlu | Von Miller     | Outside linebacker | Denver Broncos       |

### All-Pro tým
Následující hráči byli vybráni do prvního týmu agenturou Associated Press:
| Útok             | Útok                                                                 |
| ---------------- | -------------------------------------------------------------------- |
| Quarterback      | Cam Newton, Carolina Panthers                                        |
| Running back     | Adrian Peterson, Minnesota Vikings Doug Martin, Tampa Bay Buccaneers |
| Fullback         | Mike Tolbert, Carolina Panthers                                      |
| Wide receiver    | Antonio Brown, Pittsburgh Steelers Julio Jones, Atlanta Falcons      |
| Tight end        | Rob Gronkowski, New England Patriots                                 |
| Offensive tackle | Joe Thomas, Cleveland Browns Andrew Whitworth, Cincinnati Bengals    |
| Guard            | Marshal Yanda, Baltimore Ravens David DeCastro, Pittsburgh Steelers  |
| Center           | Ryan Kalil, Carolina Panthers                                        |

| Obrana             | Obrana                                                                                  |
| ------------------ | --------------------------------------------------------------------------------------- |
| Defensive end      | J. J. Watt, Houston Texans Khalil Mack, Oakland Raiders                                 |
| Defensive tackle   | Aaron Donald, St. Louis Rams Geno Atkins, Cincinnati Bengals                            |
| Outside linebacker | Von Miller, Denver Broncos Khalil Mack, Oakland Raiders Thomas Davis, Carolina Panthers |
| Inside linebacker  | Luke Kuechly, Carolina NaVorro Bowman, San Francisco                                    |
| Cornerback         | Josh Norman, Carolina Panthers Patrick Peterson, Arizona Cardinals                      |
| Safety             | Tyrann Mathieu, Arizona Cardinals Eric Berry, Kansas City Chiefs                        |

| Kicker        | Stephen Gostkowski, New England Patriots |
| Punter        | Johnny Hekker, St. Louis Rams            |
| Kick returner | Tyler Lockett, Seattle Seahawks          |

### Hráči týdne/měsíce
| Týden/ Měsíc | Útok Hráč týdne/měsíce                   | Útok Hráč týdne/měsíce               | Obrana Hráč týdne/měsíce            | Obrana Hráč týdne/měsíce              | Speciální tým Hráč týdne/měsíce           | Speciální tým Hráč týdne/měsíce        |
| Týden/ Měsíc | AFC                                      | NFC                                  | AFC                                 | NFC                                   | AFC                                       | NFC                                    |
| ------------ | ---------------------------------------- | ------------------------------------ | ----------------------------------- | ------------------------------------- | ----------------------------------------- | -------------------------------------- |
| 1            | Marcus Mariota (Tennessee Titans)        | Julio Jones (Atlanta Falcons)        | Aqib Talib (Denver Broncos)         | Aaron Donald (St. Louis Rams)         | Jarvis Landry (Miami Dolphins)            | Tavon Austin (St. Louis Rams)          |
| 2            | Ben Roethlisberger (Pittsburgh Steelers) | Larry Fitzgerald (Arizona Cardinals) | Darrelle Revis (New York Jets)      | Sean Lee (Dallas Cowboys)             | Travis Benjamin (Cleveland Browns)        | David Johnson (Arizona Cardinals)      |
| 3            | A. J. Green (Cincinnati Bengals)         | Aaron Rodgers (Green Bay Packers)    | Preston Brown (Buffalo Bills)       | Tyrann Mathieu (Arizona Cardinals)    | Pat McAfee (Indianapolis Colts)           | Darren Sproles (Philadelphia Eagles)   |
| Září         | Tom Brady (New England Patriots)         | Julio Jones (Falcons)                | DeMarcus Ware (Broncos)             | Josh Norman (Carolina Panthers)       | Stephen Gostkowski (New England Patriots) | Tyler Lockett (Seattle Seahawks)       |
| 4            | Philip Rivers (San Diego Chargers)       | Drew Brees (New Orleans Saints)      | T. J. Ward (Broncos)                | Josh Norman (Panthers)                | Justin Tucker (Baltimore Ravens)          | Robbie Gould (Chicago Bears)           |
| 5            | Josh McCown (Cleveland Browns)           | Eli Manning (New York Giants)        | Mike Adams (Indianapolis Colts)     | Fletcher Cox (Philadelphia Eagles)    | Mike Nugent (Cincinnati Bengals)          | Bobby Rainey (Tampa Bay Buccaneers)    |
| 6            | DeAndre Hopkins (Houston Texans)         | Calvin Johnson (Detroit Lions)       | Cameron Wake (Miami Dolphins)       | Kawann Short (Panthers)               | Chris Boswell (Pittsburgh Steelers)       | Michael Mauti (New Orleans Saints)     |
| 7            | Ryan Tannehill (Miami Dolphins)          | Kirk Cousins (Washington Redskins)   | Telvin Smith (Jacksonville Jaguars) | Michael Bennett (Seattle Seahawks)    | Stephen Gostkowski (Patriots)             | Dwayne Harris (New York Giants)        |
| Říjen        | Andy Dalton (Bengals)                    | Devonta Freeman (Falcons)            | Charles Woodson (Oakland Raiders)   | Kawann Short (Panthers)               | Brandon McManus (Denver Broncos)          | Johnny Hekker (Rams)                   |
| 8            | Tom Brady (Patriots)                     | Drew Brees (Saints)                  | Derek Wolfe (Broncos)               | Kwon Alexander (Tampa Bay Buccaneers) | Justin Tucker (Ravens)                    | Marcus Sherels (Minnesota Vikings)     |
| 9            | Marcus Mariota (Titans)                  | Cam Newton (Carolina Panthers)       | Darius Butler (Colts)               | Linval Joseph (Minnesota Vikings)     | Ryan Quigley (New York Jets)              | Josh Brown (Giants)                    |
| 10           | Ben Roethlisberger (Steelers)            | Kirk Cousins (Redskins)              | Bacarri Rambo (Bills)               | Terence Newman (Vikings)              | Stephen Gostkowski (Patriots)             | Ameer Abdullah (Detroit Lions)         |
| 11           | Brock Osweiler (Denver Broncos)          | Cam Newton (Panthers)                | J. J. Watt (Houston Texans)         | Lavonte David (Buccaneers)            | Dustin Colquitt (Kansas City Chiefs)      | Mason Crosby (Green Bay Packers)       |
| 12           | C. J. Anderson (Broncos)                 | Russell Wilson (Seattle Seahawks)    | Leon Hall (Cincinnati Bengals)      | Luke Kuechly (Panthers)               | Will Hill (Ravens)                        | Sam Martin (Lions)                     |
| Listopad     | Antonio Brown (Steelers)                 | Adrian Peterson (Minnesota Vikings)  | J. J. Watt (Texans)                 | Tyrann Mathieu (Cardinals)            | Adam Vinatieri (Colts)                    | Graham Gano (Carolina Panthers)        |
| 13           | Brandon Marshall (New York Jets)         | Cam Newton (Panthers)                | Tyvon Branch (Kansas City Chiefs)   | Malcolm Jenkins (Eagles)              | Antonio Brown (Steelers)                  | Dan Bailey (Dallas Cowboys)            |
| 14           | Ryan Fitzpatrick (Jets)                  | Eli Manning (Giants)                 | Khalil Mack (Raiders)               | Aaron Donald (Rams)                   | Rashad Greene (Jacksonville Jaguars)      | Chandler Catanzaro (Arizona Cardinals) |
| 15           | Antonio Brown (Steelers)                 | Cam Newton (Panthers)                | Marcus Peters (Chiefs)              | Deone Bucannon (Cardinals)            | Carlos Dunlap (Bengals)                   | Benny Cunningham (Rams)                |
| 16           | Ryan Fitzpatrick (Jets)                  | Julio Jones (Falcons)                | Robert Mathis (Colts)               | Dwight Freeney (Cardinals)            | Marquette King (Oakland Raiders)          | Blair Walsh (Vikings)                  |
| Prosinec     | Antonio Brown (Steelers)                 | Kirk Cousins (Redskins)              | Whitney Mercilus (Texans)           | Kawann Short (Panthers)               | Chris Boswell (Steelers)                  | Tyler Lockett (Seahawks)               |
| 17           | Ronnie Hillman (Broncos)                 | Cam Newton (Panthers)                | J. J. Watt (Texans)                 | Everson Griffen (Vikings)             | D. J. Alexander (Chiefs)                  | Tyler Lockett (Seahawks)               |

| Měsíc    | Nováček měsíce                        | Nováček měsíce                        |
| Měsíc    | Útok                                  | Obrana                                |
| -------- | ------------------------------------- | ------------------------------------- |
| Září     | Marcus Mariota (Tennessee Titans)     | Ronald Darby (Buffalo Bills)          |
| Říjen    | Todd Gurley (St. Louis Rams)          | Eric Kendricks (Minnesota Vikings)    |
| Listopad | Jameis Winston (Tampa Bay Buccaneers) | Damarious Randall (Green Bay Packers) |
| Prosinec | David Johnson (Arizona Cardinals)     | Marcus Peters (Kansas City Chiefs)    |

## Stadiony
Domov Tennessee Titans přejmenován na Nissan Stadium
Stadion v tennessijském Nashvillu, kde hrají Titans své domácí zápasy, byl přejmenován na Nissan Stadium podle japonské automobilky Nissan. Přestože podmínky smlouvy nebyly zveřejněny, předpokládá se, že délka trvání přejmenování je minimálně 20 let. Nissan má v Tennessee dvě továrny a je tak jedním z největších zaměstnavatelů v tomto státě. Stadion se předtím od roku 2006 jmenoval LP Field podle v Nashvillu sídlícího výrobce stavebních materiálů Louisiana-Pacific.
Poslední sezóna Minnesoty Vikings na TCF Bank Stadium
Minnesota Vikings strávila na TCF Bank Stadium, patřící University of Minnesota, druhou sezónu v řadě. Poté, co byl stadion Hubert H. Humphrey Metrodome uzavřen v roce 2013 a následně zdemolován, trvalo dva roky, než byl postaven U.S. Bank Stadium, nový domov Vikings. V srpnu si stavba bohužel vyžádala lidský život, když stavební dělník spadl ze střechy a zemřel.
NRG Stadium přešel na turf
NRG Stadium, domov Houston Texans, přešel z přírodního trávníku na umělý turf po prvním týdnu. Přestože proběhly mnohé pokusy o zlepšení stavu trávníku, jak domácí Texans, tak hostující Chiefs, si po prvním utkání stěžovali na špatnou kvalitu hrací plochy. Rozhodnutí o výměně padlo o pět dní později a hřiště se stihlo připravit do třetího týdne, ve kterém Texans přivítali Buccaneers.

### Kandidáti na přesídlení

#### San Antonio
Dne 29. července 2014 se objevily zprávy, že Oakland Raiders zvažují přesun do San Antonia v roce 2015 poté, co se majitel Raiders Mark Davis sešel s představiteli města San Antonio. Raiders oficiálně potvrdili, že Davis byl v San Antoniu primárně za jiným účelem, ale již nekomentovali, jestli došlo nebo nedošlo k vyjednávání. Přestože ve státě Texas již dva týmy z NFL působí, oba jejich majitelé (Bob McNair a Jerry Jones) se později vyjádřili, že by tým San Antoniu uvítali. Klub by se musel dělit o pozornost pouze s basketbalovými San Antonio Spurs, k dispozici by dočasně měl stadion Alamodome.

#### Dva týmy na jednom stadionu v Los Angeles
Dne 19. února 2015 Oakland Raiders a San Diego Chargers oznámili plány na financování Carson Stadium ve výši 1,7 miliardy dolarů, který by postavili, pokud by se přesunuli do Los Angeles. Oba týmy by se tak opět vrátili do druhého největšího amerického města; Raiders zde hráli v letech 1982 až 1994, Chargers v první sezóně 1960. Dne 23. října 2015 mluvčí Chargers Mark Fabiani potvrdil, že klub hodlá v lednu předložit oficiální plány vedení NFL na přesun do Los Angeles.

#### St. Louis Rams
Rams a St. Louis CVC (kongresová a návštěvní komise) začali vyjednávat o tom, jak dostat Edward Jones Dome mezi nejlepší čtvrtinu všech stadiónů v NFL. Podle podmínek nájemní smlouvy St. Louis CVC mělo provést potřebné změny do roku 2005, nicméně tehdejší majitel, Georgia Frontiere, upustil od ustanovení výměnou za hotovost, která sloužila jako trest pro město za nedodržení podmínek smlouvy. Město St. Louis v následujících letech provedlo vylepšení výsledkové tabule a zvýšilo přirozené osvětlení nahrazením panelů okny, ale celkový dojem zůstal i tak tmavý. Tyto drobné renovace v ceně zhruba 70 milionů ovšem dolarů nepřinesly očekávaný efekt v podobě zvýšení návštěvnosti. Podle hodnocení z 1. února 2013 tak Edward Jones Dome nepatřil mezi nejlepší stadiony, jak bylo požadováno, a odborníci odhadli budoucí náklady na vylepšení na 700 milionů dolarů. Veřejnost, město, okrsek ani stát oficiálně nevyjádřili zájem poskytnout peníze na další rekonstrukce a Rams tak na konci sezóny 2015 dostali právo vyjednávat s dalšími městy o přesunu.
Dne 31. ledna 2014 Los Angeles Times i St. Louis Post-Dispatch přinesli zprávu, že majitel Rams Stan Kroenke koupil 60 akrů půdy za 90-100 milionů dolarů v kalifornském Inglewoodu, na kterém měl podle spekulací vyrůst nový stadion Rams. Dne 5. ledna 2015 měl Kroenke podepsat partnerství se Stockbridge Capital Group za účelem výstavby nového stadionu pro 80 tisíc diváků. Mezitím St. Louis 9. ledna odhalilo plány na nový stadion, který měl sloužit americkému fotbalu i baseballu, což mělo udržet Rams ve městě. Zároveň tak definitivně padl záměr na výstavbu stadionu Farmers Field, protože všechny tři týmy, ucházející se o Los Angeles (Rams, Raiders, Chargers) měly plány na své vlastní stadiony.